# Ramón de Zavala y Salazar
Ramón de Zavala y Salazar (Tolosa, 8 de enero de 1817-†Tolosa, 28 de octubre de 1898) fue un político español.

## Biografía
Era el hijo menor de Manuel José de Zavala, III conde de Villafuertes. Liberal moderado, fue alcalde de Tolosa en 1863 y diputado general adjunto por Tolosa en la Diputación Foral de Guipúzcoa en 1845, 1854, 1864.
Tras la revolución de 1868, se hizo carlista y en 1875, durante la tercera guerra carlista, fue nuevamente alcalde de Tolosa (que se encontraba en manos de los carlistas alzados) y miembro de la Diputación extraordinaria. Terminada la guerra, continuó su militancia política y en 1886 llegó a ser presidente de la Diputación Foral de Guipúzccoa.
Se separó del Carlismo en 1888 para unirse al recién creado Partido Integrista, de cuya Junta regional en Guipúzcoa fue presidente desde 1889 hasta 1897, año en que le sucedió al frente de la misma su sobrino Ursino de Zavala y Larreta. Fue íntimo amigo de Ramón Nocedal.
Se casó en 1854 con Florencia de Eznarrízaga, con quien tuvo descendencia.